# Different Stages (Rush)
| Recensione | Giudizio |
| ---------- | -------- |
| AllMusic   |          |

Different Stages è il quarto live album ufficiale della rock band canadese Rush ed è stato pubblicato il 10 novembre 1998.
I brani che compongono i primi due dischi sono stati registrati durante il Test for Echo Tour ed il Counterparts Tour, mentre il terzo disco presenta delle tracce tratte da un concerto che i Rush tennero all'Hammersmith di Londra nel 1978 durante l'A Farewell to Kings Tour. Il disco fu certificato disco d'oro dalla RIAA il 2 dicembre 1998. Dall'album sono stati estratti esclusivamente singoli promozionali. L'edizione giapponese dell'album include una traccia aggiuntiva, Force Ten, posizionata tra Natural Science e The Spirit of Radio.

## Descrizione
Con questo live album si conclude quella che solitamente viene definita come la quarta fase del gruppo, segnata da un ritorno verso sonorità rock/hard rock, con elementi ispirati dal funk e dal rock alternativo. Questa fase è comunque anche segnata dalle tragedie personali di Neil Peart, con il conseguente ritiro dalle scene dei Rush per circa 5 anni; la band aveva infatti interrotto ogni attività in seguito ai lutti subiti dal batterista, tanto che la produzione di Different Stages è curata dal solo Geddy Lee (con Paul Northfield) e non come d'abitudine dai Rush al completo. L'album è dedicato alla moglie e alla figlia di Peart.
Il disco raccoglie nei primi due dischi una selezione di brani tratti dalle più recenti tournée del gruppo, con presenza di canzoni sia recenti che datate. Il terzo disco presenta un estratto di uno storico show dei Rush.
Different Stages secondo Classic Rock è un disco consigliatissimo, caratterizzato nei primi due dischi da una produzione eccezionale, dove il basso di Geddy Lee è sempre ben in evidenza e virtuoso, così come l'assolo di batteria di Neil Peart considerato sovrumano. Altri punti di forza sono le rivisitazioni di alcuni arrangiamenti e l'intensità della musica. Il terzo disco non viene invece particolarmente apprezzato, anche se ne viene riconosciuto il suo valore collezionistico. All Music, riferendosi ai primi due dischi, ne loda il grande equilibrio e la varietà di materiale presente, apprezza inoltre l'autenticità e passionalità della registrazione che ricorda in qualche maniera quella del primo disco dal vivo del gruppo. Il terzo disco tuttavia, contenente materiale storico e versioni dal vivo mai udite in precedenza, viene considerato il vero punto forte dell'album.

## Tracce
Tutti i brani scritti da Geddy Lee, Alex Lifeson e Neil Peart eccetto dove segnato

### Disco 1
1. Dreamline – 5:34 (da: Roll the Bones)
2. Limelight – 4:32 (da: Moving Pictures)
3. Driven – 5:16 (da: Test for Echo)
4. Bravado – 6:23 (da: Roll the Bones)
5. Animate – 6:29 (da: Counterparts)
6. Show Don't Tell – 5:29 (da: Presto)
7. The Trees – 5:28 (da: Hemispheres)
8. Nobody's Hero – 5:01 (da: Counterparts)
9. Closer to the Heart (Lifeson, Lee, Peart, Peter Talbot) – 5:13 (da: A Farewell to Kings)
10. 2112: Overture - 4:35 (da: 2112)
11. 2112: The Temples of Syrinx - 2:22 (da: 2112)
12. 2112: Discovery - 4:19 (da: 2112)
13. 2112: Presentation - 3:42 (da: 2112)
14. 2112: Oracle - 1:51 (da: 2112)
15. 2112: Soliloquy - 2:10 (da: 2112)
16. 2112: Grand Finale - 2:37 (da: 2112)

Tutte le tracce registrate il 14 giugno 1997 eccetto:

- la traccia 4, registrata il 30 aprile 1994

- la traccia 6, registrata il 27 febbraio 1994

- la traccia 7, registrata il 24 maggio 1997

- la traccia 10, registrata il 23 giugno 1997

### Disco 2
1. Test for Echo (Lifeson, Lee, Peart, Pye Dubois) – 6:15 (da: Test for Echo)
2. The Analog Kid – 5:14 (da: Signals)
3. Freewill – 5:36 (da: Permanent Waves)
4. Roll the Bones – 5:58 (da: Roll the Bones)
5. Stick It Out – 4:42 (da: Counterparts)
6. Resist – 4:27 (da: Test for Echo)
7. Leave That Thing Alone (Lifeson, Lee) – 4:46 (da: Counterparts)
8. The Rhythm Method (Peart) – 8:19
9. Natural Science – 8:05 (da: Permanent Waves)
10. The Spirit of Radio – 4:47 (da: Permanent Waves)
11. Tom Sawyer (Lifeson, Lee, Peart, Pye Dubois) – 5:18 (da: Moving Pictures)
12. YYZ (Lee, Peart) – 5:25 (da: Moving Pictures)

Tutte le tracce registrate il 14 giugno 1997 eccetto:

- la traccia 2, registrata il 22 marzo 1994

- la traccia 6, registrata il 2 luglio 1997

- la traccia 7, registrata il 23 giugno 1997

### Disco 3
1. Bastille Day – 5:07 (da: Caress of Steel)
2. By-Tor & The Snow Dog – 4:59 (da: Fly by Night)
3. Xanadu – 12:32 (da: A Farewell to Kings)
4. A Farewell to Kings – 5:53 (da: A Farewell to Kings)
5. Something for Nothing (Lee, Peart) – 4:01 (da: 2112)
6. Cygnus X-1 – 10:23 (da: A Farewell to Kings)
7. Anthem – 4:47 (da: Fly by Night)
8. Working Man (Lifeson, Lee) – 4:00 (da: Rush)
9. Fly by Night (Lee, Peart) – 2:04 (da: Fly by Night)
10. In the Mood (Lee) – 3:34 (da: Rush)
11. Cinderella Man (Lee, Lifeson) – 5:09 (da: A Farewell to Kings)

Tutte le tracce registrate il 20 febbraio 1978

## Formazione
- Geddy Lee - basso, voce, sintetizzatore
- Alex Lifeson - chitarra elettrica e acustica, voce
- Neil Peart - batteria, percussioni

## Classifiche
| Classifica (1998) | Posizione massima |
| ----------------- | ----------------- |
| Stati Uniti       | 35                |

## Principali edizioni e formati
Different Stages è stato pubblicato nel corso degli anni in varie edizioni, ristampe e formati; queste le principali:
- 1998, Anthem Records (solo Canada), formato: triplo CD
- 1998, Atlantic Records, formato: triplo CD